# HSG Wetzlar
O HSG Wetzlar é um clube de handebol alemão da cidade  de Wetzlar, Alemanha. Equipe está desde 1998 continuamente no Campeonato Alemão de Handebol, e é considerado uma das mais fortes equipes da Alemanha.

## Elenco 2013/14
Lista atualizada em 2013.
| Nr. | Nome                | Nacionalidade        |
| --- | ------------------- | -------------------- |
| 1   | Magnus Dahl         | Noruega              |
| 12  | Marius Sulzbach     | Alemanha             |
| 33  | Andreas Wolff       | Alemanha             |
| 2   | Kevin Schmidt       | Alemanha             |
| 6   | Jens Tiedtke        | Alemanha             |
| 7   | Christian Rompf     | Alemanha             |
| 9   | Daniel Valo         | Eslováquia           |
| 10  | Dennis Krause       | Alemanha             |
| 11  | Sebastian Weber     | Alemanha             |
| 14  | Moritz Zörb         | Alemanha             |
| 15  | Kent Robin Tønnesen | Noruega              |
| 19  | Tobias Reichmann    | Alemanha             |
| 21  | Florian Laudt       | Alemanha             |
| 23  | Steffen Fäth        | Alemanha             |
| 24  | Fabian Kraft        | Alemanha             |
| 26  | Tobias Hahn         | Alemanha             |
| 27  | Kristian Bliznac    | Suécia               |
| 28  | Adnan Harmandić     | Bósnia e Herzegovina |
| 34  | Ivano Balić         | Croácia              |